# Gonolobus antioquensis
Gonolobus antioquensis är en oleanderväxtart som beskrevs av G. Morillo. Gonolobus antioquensis ingår i släktet Gonolobus och familjen oleanderväxter. Inga underarter finns listade i Catalogue of Life.